# Fast Track Digital Copyright Network
FastTrack, The Digital Copyright Network, kurz FastTrack, bezeichnet den Zusammenschluss mehrerer internationaler Verwertungsgesellschaften, u. a. der GEMA aus Deutschland, AKM aus Österreich, SUISA aus der Schweiz sowie BMI (USA).
Unter demselben Titel wird auch die Technologie zur datenbankgestützten Verwaltung von Urheberrechten geführt, die zur besseren internationalen Kooperation gemeinschaftlich entwickelt wurde und vor allem die Lizenzabwicklung erleichtern soll. Beispielsweise ist es heutzutage möglich, über für Besucher offene Suchmaschinen im Web eingetragene musikalische Werke bei den Verwertungsgesellschaften nachzuschlagen. Ergo kann man zum Beispiel auch bei der Werkrecherche der GEMA Werke von Künstlern recherchieren, die bei anderen ausländischen Verwertungsgesellschaften eingetragen sind. 
Weiterhin ist möglich, online eine Lizenzierung zur Musiknutzung vorzunehmen. Für Urheber ist die Online-Eintragung von musikalischen Werken geplant. 